# Ústřičník chathamský
Ústřičník chathamský (Haematopus chathamensis; maorsky tōrea) je pták z čeledi ústřičníkovití (Haematopodidae), který je endemitem Chathamských ostrovů. Jedná se o relativně velkého ptáka černobílého zabarvení s dlouhým, sytě oranžovým zobákem a výrazným červeno-oranžovým očním kroužkem. Žije v monogamních svazcích při okrajích oceánu na písčitých plážích a skalních útesech. Živí se bezobratlými živočichy. 
V minulosti byli ústřičníci rozšíření napříč chathamským souostrovím, avšak s přeměnou biotopu lidmi a zavlečením invazivních predátorů (kusu liščí, krysy ostrovní, kočky apod.) se jejich populace začala rapidně zmenšovat. V 70. letech 20. století dosáhla pouze kolem 50 ptáků. Následná záchranná opatření jako odchyt predátorů, kontrola dobytka, který rušil ústřičníky při hnízdění, či obnova hnízdního habitatu (písečných dun) vedla k postupnému nárůstu populace. V roce 2016 se celkový počet kusů druhu odhadoval na cca 300. I tak se jedná o nejvzácnější druh ústřičníkovitých. IUCN jej hodnotí jako ohrožený.

## Taxonomie
První exemplář druhu byl pro vědecké účely polapen již v roce 1871 novozélandským přírodovědcem Henry Traversem. První popis však pochází až z pera německého ornitologa Ernsta Harterta z roku 1927. Hartert druh považoval za poddruh ústřičníka velkého (Haematopus ostralegus) a teprve novozélandští ornitologové Robert Falla a Charles Fleming roku 1939 rozeznali Haematopus chathamensis jako samostatný druh. To nicméně budilo v následujících desetiletích kontroverze. Světlo do této záležitosti vnesl až rozbor genů, který potvrdil, že ústřičník chathamský je plnohodnotný druh.
Ústřičník chathamský se řadí do rodu ústřičník (Haematopus) a čeledi ústřičníkovití (Haematopodidae), která náleží do rozmanitého řádu dlouhokřídlí (Charadriiformes). Maorské jméno ptáka zní tōrea.

## Popis
Jedná se o relativně velkého ptáka dosahující délky 47–49 cm a váhy 560–640 g. Dlouhý zobák je sytě oranžové až červené barvy, nohy a prsty jsou narůžovělé. Duhovka je žlutá, oči jsou červené, oční kroužek oranžový. Opeření je černobílé. Svrchní partie jsou leskle černé (hlava, krk, hruď a svrchní strana křídel), spodní partie (břicho, hruď) jsou bílé s výjimkou černého chomáče peří nad holení. Spodní strana křídel má černobílé zabarvení.
Juvenilní jedince lze rozpoznat podle bledší kůže a tmavě zbarveného konce zobáku. Adultní vzezření získávají postupně kolem věku 2 let. Pohlavní dimorfismus je nevýrazný, samice bývají o něco větší než samci a také mají delší, maličko užší zobák.

## Biologie a chování

### Vokalizace
Dospělci se během pobytu na zemi hlasově projevují pronikavým pištěním a pípáním; za letu jsou tyto projevy poněkud měkčí a ne tolik výrazné. Při obraně teritorií a během námluv vydává vysoce položená volání.

### Potrava
Živí se bezobratlými živočichy, které hledá propichováním písku nebo jednoduše sběrem z menších bazénků a kaluží na skalnatém podloží. K nejčastějším typům potravy patří různonožci, mnohoštětinatci, pásnice, měkkýši, korýši, ostnokožci, sumky a sasanky. K pojídání potravy dokáže obratně využívat svého zobáku. U části populace bylo pozorováno, jak se umě dostává k mlžům – zobák zarazí mezi lastury a poté jej vytočí, načež dojde k rozevření lastur a vyzobnutí mlže (případně se skrz lasturu mlže probije přímo k tělu živočicha).
Pro potravu většinou necestuje příliš daleko a zůstává v blízkosti svého teritoria, i když např. jedinci z ostrova Rangatira (South East Island) byli pozorováni, jak létají za potravou na 2 km vzdálený Pittův ostrov. Většinou je lze vidět v páru, mláďata a juvenilní jedinci někdy utváří menší hejna.

### Rozmnožování

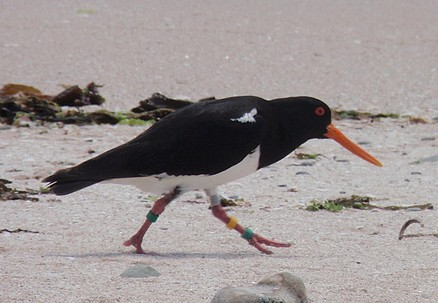
Ústřičník chathamský

Utváří monogamní, dlouhé roky trvající svazky. Pár obývá své teritorium po celý rok. V době rozmnožování jsou silně teritoriální. Ústřičníci si nestaví hnízda a vejce kladou přímo do písku do mělkého důlečku. Ten často bývá vedle naplaveného dřeva nebo mořské řasy, občas pod skalním převisem či vegetací. Snůšku tvoří 1–3, nejčastěji dvě vejce elipsovitého tvaru o rozměrech 57×40 mm a váze kolem 46 g. Jejich barva je olivově šedá s tmavými skvrnkami. Samice snáší vejce ve 2 denních intervalech. Inkubují samec i samice, během dne nejčastěji samice. Inkubační doba trvá cca 25–30 dní.
Mláďata se rodí obalena prachovým peřím a bezprostředně po narození (1–2 dny) zůstávají na hnízdě. Jakmile uschnou, vydávají se do okolí za doprovodu alespoň jednoho z rodičů, kteří jim přinejmenším v prvním týdnu pomáhají shánět potravu. Mláďata jsou v tomto období značně zranitelná a pro ochranu před predátory spoléhají hlavně na své kryptické zabarvení. Rozlétají se kolem 6.–7. týdne, načež buď opouští své natální teritorium, nebo se rozletí hledat si své vlastní teritorium.
Začínají se pářit ve věku 3–4 let. Průměrně se dožívají kolem 8 let, avšak mohou žít i více než 30 let.

## Ohrožení a ochrana

### Historické ohrožení

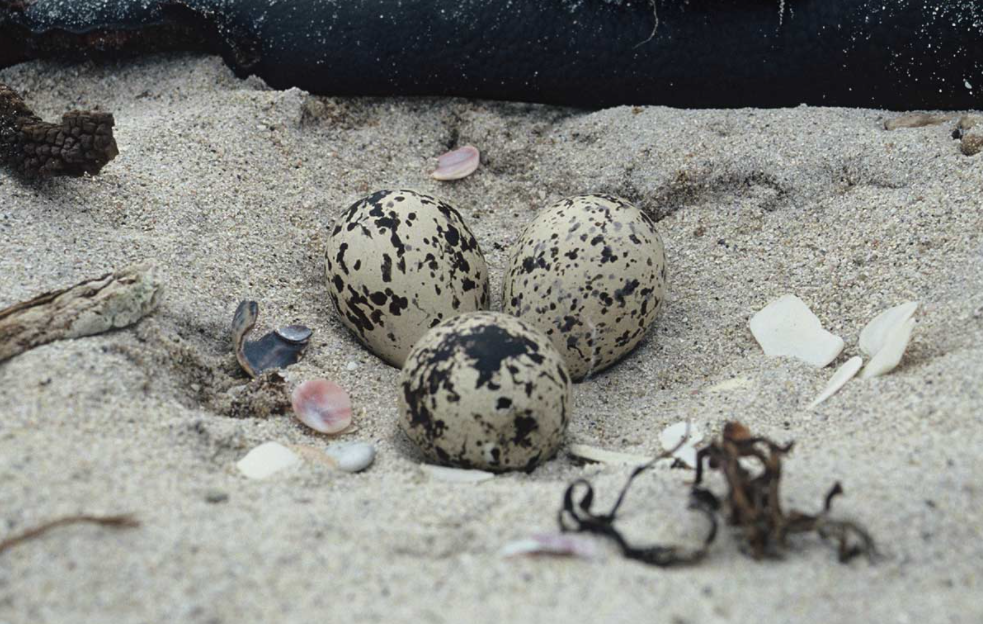
Vejce ústřičníků

Ústřičník chathamský byl kdysi rozšířen po celých Chathamských ostrovech, i když patrně nikdy ne hojně. To se rapidně změnilo s příchodem lidí, kteří na ostrovy zavlekli suchozemské predátory, které se na ostrovech přirozeně nevyskytovali, a farmářská zvířata, která se volně pohybovala po plážích a rušila ústřičníky během hnízdění a ničila jejich hnízda.
V 70. letech 20. století byla populace odhadována pouze na cca 50 posledních kusů. V letech 1987–1988 byla celková populace druhu odhadnuta pouze na 100–110 kusů.

### Současné hrozby
K hlavní novodobé hrozbě ústřičníků patří introdukovaní predátoři jako jsou kočky, krysy, ježci, prasata, psi, kusu liščí nebo chřástal weka. Ústřičníci jsou velmi citliví na vyrušení, ke kterému dochází činností lidí i pohybem farmářských zvířat (hlavně krav a ovcí). V případě ohrožení totiž ptáci opouští hnízdo a vejce mohou snadno prochladnout, čímž dojde k zastavení vývoje embrya. Farmářská zvířata též mohou vejce či menší ptáky zadupat. Podobně to platí i o autech, která při pohybu po pláži mohou zajet ústřičníky či jejich hnízda.

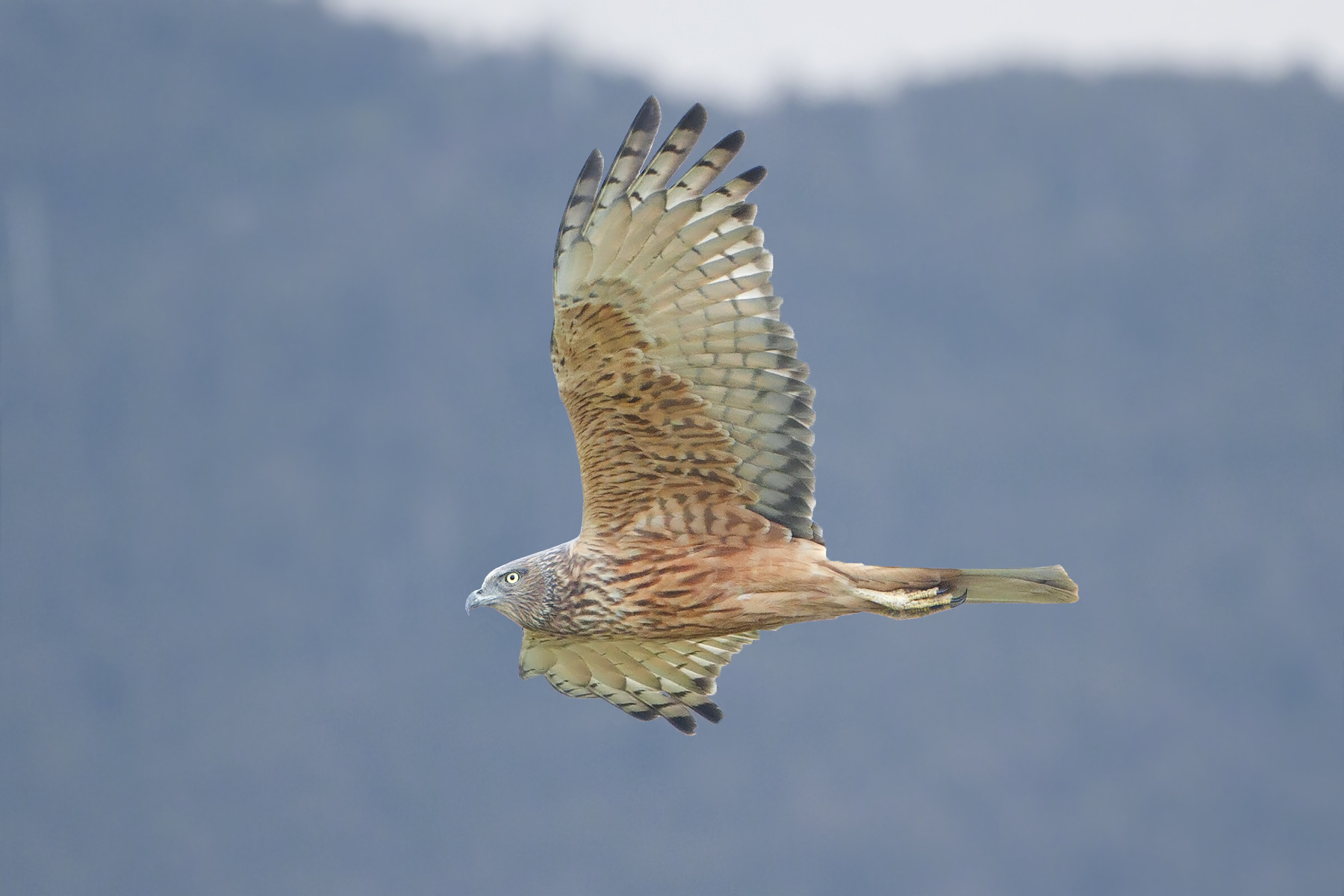
Moták tichomořský, jeden z mála přirozených predátorů ústřičníků

Většina populace druhu se nachází na Chathamově ostrově, a to zvláště v jeho severních částech, kde výraznou hrozbou druhu představuje kamýš (sp. Ammophila arenaria). Tato tráva byla na Chathamské ostrovy zanesena člověkem ve 20. letech 20. století za účelem zastavení rozpínání písečných dun od pobřeží směrem k farmářské půdě. Kamýš nejenže vytlačil místní druhy rostlin z písečných dun, ale rozrostl se i přímo na plážích, kde si ústřičníci staví svá hnízda. Následkem toho si ústřičníci začali stavět svá hnízda blíže k moři, kde jsou však ohrožována přílivovými vlnami, které zvláště po bouřkách mohou vyplavit hnízda ústřičníků a zničit je. Jednou z činností místních ochranářů proto je přemisťování vajec, která se nachází příliš blízko oceánu, blíže k dunám.
Ke zranění či smrti ústřičníka může dojít i následkem zamotání se do naplavených lidských odpadků jako jsou plasty.
K přirozeným predátorům patří moták tichomořský, chaluhy (chaluha subantarktická), racek jižní a patrně i čejka australská.

### Ochrana

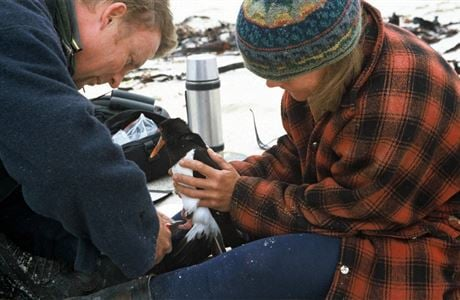
Ochranáři při kroužkování ústřičníků

K ochraně ústřičníků dochází především pomocí managementu populace. V 90. letech byl tento management spíše sporadický a vedle odchytu predátorů v blízkosti hnízdišť ústřičníků docházelo i k přesunu hnízd dále od moře nebo k oplocení částí pláže, aby se na ní nedostala farmářská zvířata.
Od roku 1998 probíhá pod záštitou Ministerstva památkové péče intenzivní management populace, jehož cílem je ochrana a nárůst populace ústřičníků. Ochranáři ze zmíněného ministerstva se zaměřují na kontrolu predátorů, přemísťování hnízd dále od oceánu, vědecký výzkum a s ním spojené kroužkování ptáků, obnova přirozeného prostředí dun a video monitoring, který přispívá k šíření povědomí o druhu mezi širší veřejností.

## Rozšíření a populace
Obývá písečné pláže a skalnatá pobřeží Chathamských ostrovů, kde je endemitním druhem. Zvláště má v oblibě ústí řek.
V roce 2016 se populace druhu odhadovala na cca 300–320 jedinců, resp. 110–120 párů. Kolem 85 % populace se nachází na Chathamově ostrově, zbývajících 15 % na jižních ostrovech Chathamského souostroví (Pittův ostrov, Rangatira (South East Island) a Tapuaenunku (Mangere Island)). Podle IUCN je populace od počátku 21. století stabilní, přesto tato organizace druh hodnotí jako ohrožený. Tato malá populace představuje vůbec nejmenší populaci ze všech druhů ústřičníkovitých.